# Jŏdžu
Jŏdžu (korejsky 여주) je město v provincii Kjonggi v Jižní Koreji. K roku 2019 v něm žilo přes 114 tisíc obyvatel. Patří mezí přední střediska korejské keramiky.

## Poloha a doprava
Jŏdžu leží na jihovýchodě oblasti Sudogwŏn, metropolitní oblasti kolem  jihokorejského hlavního města Soulu, na levém, jihozápadním břehu Namhanu, přítoku Hangangu.
V Jŏdžu končí příměstská linka Kjŏnggangsŏn patřící pod metro v Soulu, která začíná na stanici Pchangjo v Songnamu.

## Dějiny
Osídlení je zde doloženo již od paleolitu.
V období království Silla se jednalo o strategický bod.